# Алвар (област Ширак)
Вижте пояснителната страница за други значения на Алвар.
Алвар (на арменски: Ալվար) е село и община в Армения, област Ширак. Според Националната статистическа служба на Армения през 2012 г. общината има 178 жители.

## Демография
Броят на населението в годините 1886 – 2004 е както следва: